# Quercus purulhana
Quercus purulhana Trel. – gatunek rośliny z rodziny bukowatych (Fagaceae Dumort.). Występuje naturalnie w Meksyku, Gwatemali, Hondurasie oraz Nikaragui. 

## Morfologia
PokrójZimozielony krzew dorastające do 6–20 m wysokości. Kora jest szorstka i ma szarą barwę.
LiścieBlaszka liściowa ma owalny kształt. Mierzy 13–19 cm długości oraz 5,5–10 cm szerokości, jest całobrzega, ma nasadę od zaokrąglonej do niemal sercowatej i wierzchołek od zaokrąglonego do niemal ostrego. Ogonek liściowy jest owłosiony i ma 2–5 mm długości.
OwoceOrzechy zwane żołędziami o jajowatym kształcie, dorastają do 12–17 mm długości. Osadzone są pojedynczo w miseczkach o półkulistym kształcie, które mierzą 9–11 mm długości i 12–18 mm średnicy. Orzechy otulone są miseczkami w 40–75% ich długości.

## Biologia i ekologia
Rośnie w lasach mieszanych. Występuje na wysokości od 800 do 1400 m n.p.m. Kwitnie od kwietnia do maja, natomiast owoce dojrzewają od czerwca do sierpnia.